# Samaniego (ort)
Samaniego är en ort i Colombia.   Den ligger i departementet Nariño, i den sydvästra delen av landet, 500 km sydväst om huvudstaden Bogotá. Samaniego ligger 1 459 meter över havet och antalet invånare är 13 515.
Terrängen runt Samaniego är bergig österut, men västerut är den kuperad. Samaniego ligger nere i en dal. Runt Samaniego är det tätbefolkat, med 286 invånare per kvadratkilometer. Samaniego är det största samhället i trakten. I omgivningarna runt Samaniego växer i huvudsak städsegrön lövskog.